# Discografie van KM
Hieronder volgt de discografie van de Nederlandse rapper KM, met name zijn nummers met een notering in een hitlijst. Voor de muziek die hij heeft uitgebracht met de rapformatie SFB, zie hier.

## Nummers met notering(en) in een hitlijst
| Lied                                                            | Verschijnen       | Album                                         | Hitlijsten | Hitlijsten | Hitlijsten  | Hitlijsten  | Hitlijsten   | Hitlijsten   | Opmerkingen                |
| Lied                                                            | Verschijnen       | Album                                         | BE (VL)    | BE (VL)    | NL (Top 40) | NL (Top 40) | NL (Top 100) | NL (Top 100) | Opmerkingen                |
| Lied                                                            | Verschijnen       | Album                                         | Piek       | Weken      | Piek        | Weken       | Piek         | Weken        | Opmerkingen                |
| --------------------------------------------------------------- | ----------------- | --------------------------------------------- | ---------- | ---------- | ----------- | ----------- | ------------ | ------------ | -------------------------- |
| Kan er niet omheen (met Jonna Fraser, Lijpe en Ronnie Flex)     | 7 april 2015      | New wave (van New Wave)                       | —          | —          | —           | —           | 99           | 1            | Goud in Nederland          |
| Paraplu (met Frenna en Eves Laurent)                            | 7 november 2016   | Geen oog dichtgedaan (van Frenna)             | —          | —          | —           | —           | 17           | 7            | Goud in Nederland          |
| Openbaar (met Frenna en Jayh)                                   | 7 november 2016   | Geen oog dichtgedaan (van Frenna)             | —          | —          | —           | —           | 58           | 3            |                            |
| BF (met Ronnie Flex en Abira)                                   | 30 juni 2017      | Rémi (van Ronnie Flex)                        | —          | —          | —           | —           | 61           | 1            |                            |
| Karaat (met Frenna, Diquenza en Sevn Alias)                     | 17 november 2017  | We don't stop (van Frenna en Diquenza)        | —          | —          | —           | —           | 40           | 1            |                            |
| Long things (met Equalz en Jandro)                              | 1 december 2017   | Reloaded (van Equalz)                         | —          | —          | —           | —           | 80           | 1            |                            |
| Vibing girl (met Eves Laurent en Frenna)                        | 19 februari 2018  | Rosé (van Eves Laurent)                       | —          | —          | —           | —           | 86           | 1            |                            |
| Culo (met Bizzey, Frenna en Ramiks)                             | 5 oktober 2018    | —                                             | tip33      | —          | 8           | 10          | 1 (2 wkn)    | 27           | Dubbelplatina in Nederland |
| Regen (met Jonna Fraser en Bokoesam)                            | 2 november 2018   | Lion (van Jonna Fraser)                       | —          | —          | —           | —           | 75           | 1            |                            |
| Jealous op me life (met Henkie T)                               | 28 december 2018  | —                                             | —          | —          | —           | —           | 49           | 2            |                            |
| Young patron (met Chivv)                                        | 18 januari 2019   | —                                             | —          | —          | —           | —           | 37           | 3            |                            |
| Mamacita (met Frenna en Jonna Fraser)                           | 19 april 2019     | —                                             | tip        | —          | tip6        | —           | 9            | 10           | Goud in Nederland          |
| Jij en ik (met Yxng Le)                                         | 27 juni 2019      | —                                             | —          | —          | —           | —           | 53           | 2            | Goud in Nederland          |
| Babylon (met Rich Kalashh)                                      | 29 augustus 2019  | —                                             | —          | —          | —           | —           | 96           | 2            |                            |
| Verboden                                                        | 27 september 2019 | —                                             | —          | —          | —           | —           | 70           | 1            |                            |
| I don't wanna die (met Jack)                                    | 6 februari 2020   | —                                             | —          | —          | —           | —           | 57           | 2            |                            |
| Mami (met Dyna en Young Ellens)                                 | 21 februari 2020  | —                                             | —          | —          | —           | —           | 95           | 1            |                            |
| Out of town (met OCS, Navi en Quincy Promes)                    | 14 mei 2020       | Scofield (van OCS)                            | —          | —          | —           | —           | 73           | 2            |                            |
| Good girls are boring (met Yxng Le)                             | 26 juni 2020      | —                                             | —          | —          | —           | —           | 70           | 1            |                            |
| Bad like me (met Yxng Le en Bryan Mg)                           | 20 juli 2020      | —                                             | —          | —          | —           | —           | 62           | 1            |                            |
| Switch sides (met Chivv)                                        | 8 januari 2021    | —                                             | —          | —          | —           | —           | 95           | 1            |                            |
| Echt of fake (met Jonna Fraser)                                 | 15 april 2021     | —                                             | —          | —          | —           | —           | 80           | 1            |                            |
| Bikini (met Broederliefde en Jayh)                              | 27 mei 2022       | Strandje aan de Maas (van Broederliefde)      | —          | —          | —           | —           | 26           | 10           |                            |
| Sliden (met Jandro)                                             | 29 juli 2022      | —                                             | —          | —          | —           | —           | 70           | 1            |                            |
| Location (met Cho)                                              | 16 september 2022 | —                                             | —          | —          | —           | —           | 76           | 1            |                            |
| Baddie (met $hirak, Cristian D, Ronnie Flex en Emms)            | 3 februari 2023   | —                                             | —          | —          | tip8        | —           | 14           | 11           | Goud in Nederland          |
| February stories (met Jandro)                                   | 5 mei 2023        | —                                             | —          | —          | —           | —           | 45           | 4            |                            |
| Nog steeds (met Lijpe)                                          | 7 juli 2023       | —                                             | —          | —          | —           | —           | 49           | 2            |                            |
| Fine girl (met Djaga Djaga, $hirak, Jonna Fraser en Cristian D) | 22 september 2023 | Beschadigd (van Djaga Djaga)                  | —          | —          | —           | —           | 64           | 1            |                            |
| Darling (met Kevin)                                             | 16 november 2023  | Wonderland (van Kevin)                        | —          | —          | tip6        | —           | 35           | 4            |                            |
| Kiki (met Cristian D en $hirak)                                 | 22 maart 2024     | Love Doesn't Exist (van Cristian D en $hirak) | —          | —          | —           | —           | 51           | 5            |                            |
| Zonder mij (met Kleine John en Yxng Le)                         | 8 november 2024   | —                                             | —          | —          | —           | —           | 45           | 1            |                            |
| Weekend (met Dior)                                              | 14 november 2024  | —                                             | —          | —          | —           | —           | 78           | 1            |                            |
| Nu meteen (Slide) (met Idaly)                                   | 17 januari 2025   | —                                             | —          | —          | tip18       | —           | 28           | 4            |                            |
| Oneindig (met Ronnie Flex en Neema Neska)                       | 11 maart 2025     | —                                             | —          | —          | —           | —           | 78           | 2            |                            |
| Baddie anthem (met Cho)                                         | 19 juni 2025      | —                                             | —          | —          | —           | —           | 50           | 3            |                            |
| Dun Talkin (met Dior)                                           | 17 juli 2025      | —                                             | —          | —          | —           | —           | 49           | 1            |                            |